# Jugyo-dong
Jugyo-dong (koreanska: 주교동) är en stadsdel i staden Goyang i  provinsen Gyeonggi i den nordvästra delen av Sydkorea, 17 km nordväst om huvudstaden Seoul. Den ligger i stadsdistriktet Deogyang-gu.
Goyangs stadshus ligger i Jugyo-dong.